# Psiloderces howarthi
Psiloderces howarthi là một loài nhện trong họ Ochyroceratidae. Loài này phân bố ở Thailand.